# Holzteer

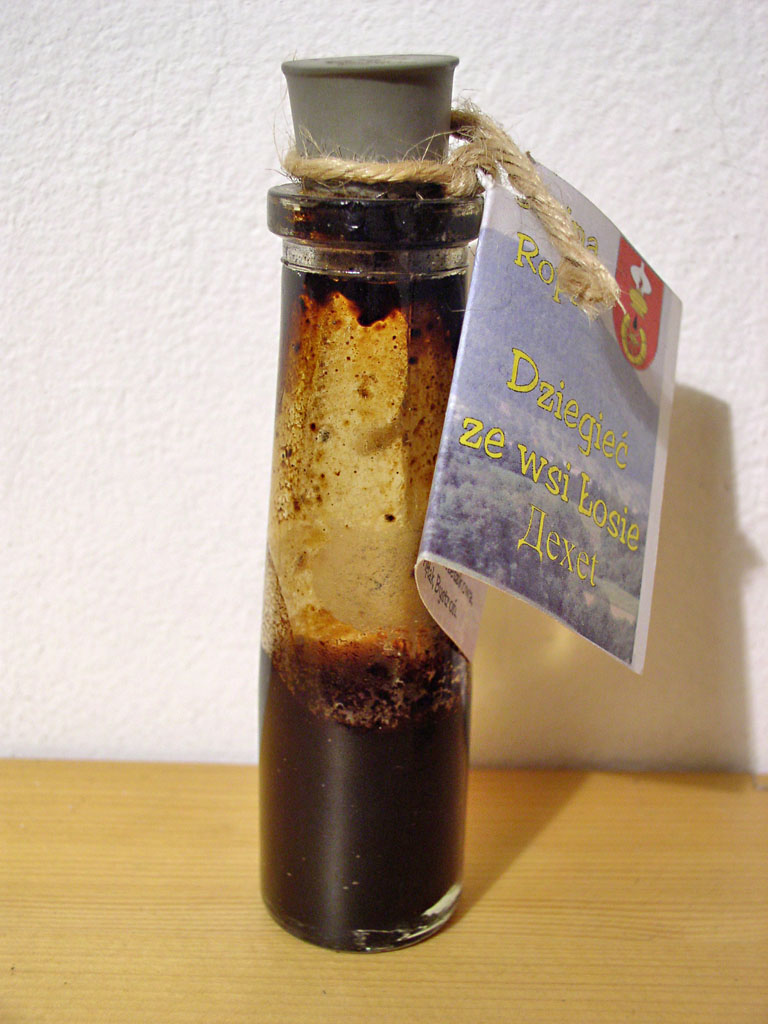
Holzteer

Bei Holzteer (englisch wood tar; als Arzneimittel Pix liquida) handelt es sich um eine braunschwarze, durchscheinende, leicht körnige, klebrige Flüssigkeit von eigentümlichem, kräftigem Geruch und Geschmack. Das zähflüssige, nicht wasserlösliche Gemisch organischer Substanzen entsteht, neben Holzkohle, Holzgas, Holzessig und Wasser, bei der Pyrolyse von Holz. Früher waren Pech und Teer nicht abgegrenzt, heutzutage definiert die Norm DIN 55946 die beiden Begriffe.

## Geschichte

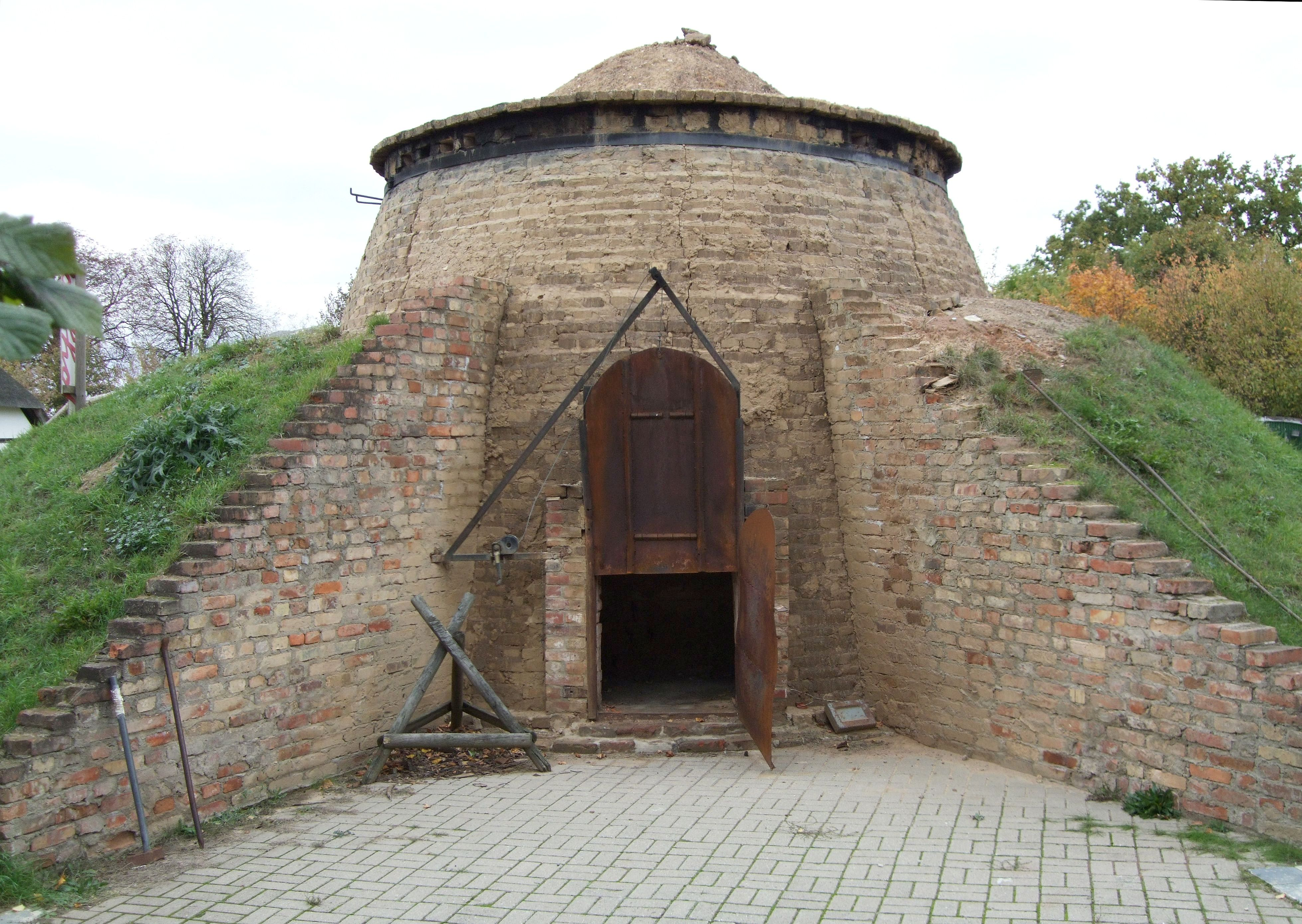
Teerofen zur Holzverschwelung (Ansicht Heizungsöffnung)

Die Verkohlung des Holzes zum Zwecke der Gewinnung von Holzkohle ist sehr alt, bereits in der Mittelsteinzeit kannte man die bei der Verkohlung entstehenden Destillationsprodukte, z. B. flüssigen Holzteer und Holzessig, welche die Ägypter zum Einbalsamieren ihrer Toten verwandten, Holzteer wurde genutzt als Klebemittel sowie Konservierungsmittel. Teer und Pech aus Holz sind die ältesten Kunststoffe der Menschheitsgeschichte. So gewannen zeitgleich mit technologischen Neuerungen bei der Teerherstellung die Plünderfahrten der Wikinger deutlich an Dynamik. Die aus der Vorzeit stammenden Verkohlungsmethoden hielten sich grundsätzlich fast unverändert bis in die heutige Zeit. Während man es zwar schon früher verstand, den Holzteer zu verwerten→Kohlenmeiler, erfolgte die technische Ausnutzung der leichter flüchtigen Destillationsprodukte erst im 19. Jahrhundert mit Erfolg. Bis Ende des 18. Jahrhunderts geschah die Verkohlung von Holzkohle häufig in Grubenmeilern, Kohlenmeilern oder Teergrubenmeilern, wodurch alle wertvollen Produkte außer Teer verlorengingen. Eine wesentliche Verbesserung brachten die gemauerten Öfen (Einkammeröfen) der Pechofen, diese waren schon seit dem 17. Jh. im Gebrauch, auch wurde Holzteer auf Pechölsteinen gewonnen, sowie in gemauerten Hangmeilern. Um 1800 wurde Essig aus Holzessig hergestellt (Johann Tobias Lowitz). Nach den Untersuchungen von Carl Reichenbach (1835) über die Bestandteile des Holzteeres und durch Philippe Lebon und Max von Pettenkofer über die des Holzgases begann man den Holzdestillationsprodukten (z. B. Kreosot) größere Aufmerksamkeit zu schenken. Die nächste Folge dieses Bestrebens war die Anwendung von gusseisernen Öfen und Retorten (Zweikammeröfen) zum Verkohlen des Holzes. Die Holzteerdestillate wurden später durch Steinkohle-, Braunkohle- und Petroleumdestillate verdrängt.

## Herstellung
Wird Holz unter Luftabschluss in einem abgeschlossenen Behälter (Meilern, Ofen, Retorte) über etwa 250 °C und höher erhitzt, also pyrolysiert, beginnt es, sich in die Stoffe Holzkohle, Holzteer, Holzessig und Holzgas zu zersetzen. Bis auf die Holzkohle sind bei der hohen Temperatur alle Stoffe gasförmig. Bei der Abkühlung auf Umgebungstemperatur kondensieren Holzteer und Holzessig und lediglich das Holzgas bleibt gasförmig. Der Holzessig besteht aus dem Wasser, das bei der Pyrolyse entsteht, und den in ihm gelösten organischen Stoffen wie zum Beispiel Methanol, Ameisensäure, Essigsäure und Phenol. Der Holzteer enthält die wasserunlöslichen organischen Stoffe, beide Flüssigkeiten sind nicht mischbar; der Holzessig schwimmt oben.
Will man nicht von außen heizen, kann man auch ein wenig Luft in den Behälter strömen lassen, so dass das Holz verschwelt. Unter solchen Bedingungen, die denen einer Holzvergasung entsprechen, reagiert der Sauerstoff mit den organischen Teer- und Holzessigstoffen. Deren Eigenschaften und Zusammensetzung sind dann anders als bei der reinen Pyrolyse und entsprechen nahezu denen des Holzgaskondensates.
Man unterscheidet:
- Absetzteer (Büttenteer, Ligninteer), dieser trennt sich durch die höhere Dichte vom Holzessig.
- Extraktionsteer (Rückstandteer, Blasenteer), dieser ist im Rohholzessig gelöst und verbleibt als Blasenrückstand nach Abdestillieren der Essigsäure.
- Esterteer, der schwefelsäurehaltig ist, fällt bei der Herstellung von Methylester aus.[9]

Die Rohholzteere werden durch fraktionierte Destillation zu Kreosot verarbeitet unter gleichzeitiger Gewinnung von „Holzteerölen“, bei Nadelholzteer wird zusätzlich Terpentinöl gewonnen, der verbleibende Rest ist Holzteer-Pech. Früher wurde Holzteer nur verkocht, die leichteren Fraktionen gingen verloren, man erhielt dann feineres und gröberes Pech (Teer) und den Rückstand, den Pechkuchen.
Die Zusammensetzung der verschiedenen Holzteere ist stark von dem eingesetzten Holz und dem angewendeten Verkohlungsverfahren abhängig. Die besten Ausbeuten an Teer ergeben Laubhölzer, besonders wertvoll ist Teer aus Buchenholz (Kreosot).

## Zusammensetzung
Holzteere setzen sich zusammen aus Harzsäuren, Fettsäuren, Phenolen, Terpenen, Harzen und Aromaten (Benzol, Toluol, Xylol, Styrol, Benzo(a)pyren, Naphthalin, Reten, Chrysen, Cumol, Cymole, Mesitylen, Pseudocumol), Ketonen und verschiedenen anderen Stoffen, Kreosol, Kresolen, Phenolether, Guajakol, Essigsäure und anderen organische Säuren, sowie hochsiedenden Kohlenwasserstoffen, aliphatische Alkoholen, Aldehyden, Brenzcatechin, Glyceriden, Paraffinen und Pyrogallolether. Im Gegensatz zu Steinkohlenteer enthält Holzteer keine Teerbasen (Stickstoffhaltige Heterozyklen).
Der Heizwert beträgt ca. 24 MJ pro kg.

## Eigenschaften
Holzteer ist ein gut brennbares Gemisch, wurden bei der Herstellung auch die Stoffe mit vergleichsweise niedrigem Siedepunkt gewonnen, so ist der Teer flüssig (nicht zähflüssig), riecht stechend nach Rauch und hat eine braune Farbe. Lässt man den Teer offen stehen, so wird er durch Verdunstung und weitere chemische Reaktionen der organischen Stoffe an Licht und Luft immer zähflüssiger bis fest. Der Teer ist dann fast schwarz und fest wie etwa Knetmasse. Der aromatische Geruch geräucherter Wurst- und Fleischwaren stammt von diesen Stoffen. Holzteer ist schwerer als Wasser und Teere von Braunkohle, Torf und Schiefer.

## Verwendung
Holzteer wurde lange Zeit im Holz-Schiffbau zum Kalfatern und zur Konservierung von Holz und Tauwerk, Textilien und Leder verwendet → Kreosot, sowie als Klebemittel, im Salzwasser verwendete Netze wurden ebenfalls mit Holzteer imprägniert. Auch als Schmierstoff (mit Zusätzen: Kienöl, Kalk, tierische Fette, Bienenwachs) war er in Gebrauch, als Wagenschmiere sowie bei Hammerwerken etc. Auch wurden daraus Tinten und Farben hergestellt. Er wurde auch als Träger im griechischen Feuer verwendet. Heute findet er vor allem in Form von Buchenholzteer – nicht zu verwechseln mit Buchenteer – als Lockstoff für Schwarzwild und Rotwild an Suhlen Verwendung. Beim Hufbeschlag und beim Klauenschneiden wird heute noch Holzteer als Desinfektionsmittel verwendet. In der Medizin dient Holzteer zur Behandlung von Hautkrankheiten. Im Mittelalter dienten mit Holzteer getränkte Leinen-Lederlappen als Wundpflaster. Der Holzteer von verschiedenen Kieferngewächsen (Pinaceen, Koniferen, Abietineen) bildet eine dicke, schwarze Flüssigkeit von der Konsistenz eines dünnen Extraktes (Pix liquida). In Kosmetikprodukten wird Holzteer in der Liste der Inhaltsstoffe als PINUS PALUSTRIS WOOD TAR (INCI) aufgeführt. 
Die in Teeren enthaltenen Inhaltsstoffe wirken juckreizlindernd, entzündungshemmend und antiseptisch, die epidermale Zellproliferation wird gehemmt. Holzteer wird auch als Flotationsmittel in der Erzaufbereitung verwendet, auch kann er als Brennstoff verwendet werden.